# أليكس ديكسون (ملاكم)
أليكس ديكسون (بالإنجليزية: Alex Dickson) مواليد 1 أكتوبر 1962 في اسكتلندا، هو ملاكم بريطاني سابق صنّف ضمن فئة الوزن الخفيف. سبق أن شارك في دورة الألعاب الأولمبية الصيفية سنة 1984.

## إحصائيات
خاض خلال مسيرته 22 نزالا، فاز في 18 وتعادل في 1 وخسر في 3. فاز بالضربة القاضية في 4 نزالات.

## روابط خارجية
- أليكس ديكسون على موقع بوكس ريك (الإنجليزية) (registration required)
- أليكس ديكسون على موقع أوليمبيديا (الإنجليزية)